# Осіни (гміна Камениця-Польська)
Осіни (пол. Osiny) — село в Польщі, у гміні Камениця-Польська Ченстоховського повіту Сілезького воєводства.
Населення — 790 осіб (2011).
У 1975—1998 роках село належало до Ченстоховського воєводства.

## Демографія
Демографічна структура станом на 31 березня 2011 року:
|          | Загалом | Допрацездатний вік | Працездатний вік | Постпрацездатний вік |
| -------- | ------- | ------------------ | ---------------- | -------------------- |
| Чоловіки | 406     | 69                 | 291              | 46                   |
| Жінки    | 384     | 53                 | 250              | 81                   |
| Разом    | 790     | 122                | 541              | 127                  |